# کور باکر
کور باکر (هلندی: Cor Bakker; ۲ اکتبر ۱۹۱۸ – ۱۸ دسامبر ۲۰۱۱) دوچرخه‌سوار اهل هلند بود.